# El contenedor
El contenedor fue un programa de televisión de España producido por Shine Iberia y emitido por Antena 3 entre el 22 de julio y el 12 de agosto de 2019. El reality tenía como objetivo comprobar la capacidad de las personas para sobrevivir sin aquellos objetos considerados imprescindibles. Se trata de la adaptación del formato danés Stripped.

## Formato
El contenedor es un programa en el que los habitantes de cuatro viviendas deben demostrar que son capaces de vivir sin objetos materiales. Así, durante diez días, se les privará de muebles, ropa, teléfonos móviles, menaje y otros elementos que hoy en día se consideran imprescindibles, todo ello con el fin de concienciar a la sociedad sobre el consumismo y el materialismo.
Para llevar a cabo el experimento, deben convivir en una vivienda totalmente vacía con luz y agua corriente como únicas posesiones, ya que sus objetos personales se encuentran dentro de un contenedor a, aproximadamente, un kilómetro de su casa y solo pueden recuperar un objeto al día, sin tener la opción de comprar o de pedir algo prestado, excepto a la hora de alimentarse o de trasladarse. Además, deben seguir con sus trabajos, estudios y sus rutinas a pesar de las condiciones en las que se encuentren.

## Primera temporada (2019)

### Participantes
| Participante        | Participante         | Lugar de procedencia | Edad                               | Ocupación                                    | Relación           |
| ------------------- | -------------------- | -------------------- | ---------------------------------- | -------------------------------------------- | ------------------ |
|                     | Lidia                | Sabadell (Barcelona) | 31 años                            | Profesora y propietaria de escuela de inglés | Pareja sentimental |
| Dani                | 40 años              | Sabadell (Barcelona) | Empresario                         |                                              | Pareja sentimental |
| Juanjo              | Valencia             | 27 años              | Profesor de danza                  | Compañeros de piso                           |                    |
| Raquel              | Valencia             | 19 años              | Estudiante universitaria           | Compañeros de piso                           |                    |
| Sergio              | Valencia             | 18 años              | Estudiante de estética y belleza   | Compañeros de piso                           |                    |
| Julián Izquierdo    | Muchamiel (Alicante) | 46 años              | Propietario de negocio de estética | Familia                                      |                    |
| Maribel Vicedo      | Muchamiel (Alicante) | 45 años              | Propietaria de negocio de estética | Familia                                      |                    |
| Alejandro Izquierdo | Muchamiel (Alicante) | 20 años              | Estudiante universitario           | Familia                                      |                    |
| Javier Izquierdo    | Muchamiel (Alicante) | 18 años              | Estudiante universitario           | Familia                                      |                    |
| Marina              | Benalmádena (Málaga) | 31 años              | Consultora inmobiliaria            | Amigas                                       |                    |
| Desiré              | Benalmádena (Málaga) | 35 años              | Dependienta                        | Amigas                                       |                    |

### Audiencias
| N.º | Fecha de emisión     | Audiencia         |
| --- | -------------------- | ----------------- |
| 1   | 22 de julio de 2019  | 1 685 000 (13,9%) |
| 2   | 29 de julio de 2019  | 1 416 000 (11,6%) |
| 3   | 5 de agosto de 2019  | 1 025 000 (9,2%)  |
| 4   | 12 de agosto de 2019 | 884 000 (8,4%)    |

## Audiencia media
| Edición             | Temporada | Programas | Fecha | Cadena   | Espectadores | Cuota |
| ------------------- | --------- | --------- | ----- | -------- | ------------ | ----- |
| [ 1 ] El contenedor | 1         | 4         | 2019  | Antena 3 | 1 253 000    | 10,8% |